# كهف ليتي
كهف ليتي (بالإنجليزية: Grotto de Lete) هو محمية طبيعية في ليبيا.